# Tetramorium aptum
Tetramorium aptum är en myrart som beskrevs av Bolton 1977. Tetramorium aptum ingår i släktet Tetramorium och familjen myror. Inga underarter finns listade i Catalogue of Life.